# 李大同 (工程兵)
李大同（1911年—1995年1月5日）， 山东省招远县人，中国人民解放军开国少将。

## 生平
1936年加入中国共产主义青年团，1936年转党，在胶东从事党的地下工作。1936年8月中共烟台工委派共产党员李大同、吕其恕到蓬莱县山后顾家村开展工作,发展了赵铁生、丁离南入党，建立了党小组，还发展了7名“中华民族解放先锋队”队员。后因中共胶东临时工委在烟台遭受破坏，山后顾家的几名党员先后离开蓬莱。李大同后奔赴延安，1937年参加中国工农红军。任红军前敌总指挥部政治部宣传部干事。
中华人民共和国成立后，任中南军区直属政治部副主任、中南军区干部部办公室主任、军委总干部部办公室主任、总干部部军衔奖励部奖励处处长，中国人民解放军工程兵干部部部长、军委工程兵政治部副主任。1958年5月是军委工程兵赵东寰参谋长、李大同政治部副主任召集刚从朝鲜归国的第十九兵团机关干部，宣布军委命令：第十九兵团机关改编成某部队机关，赴西北从事国防科技试验场建设任务。1966年5月文化大革命开始不久, 中华人民共和国建筑材料工业部工作瘫痪。1967年9月5日成立建筑材料工业部军管会，主任李大同(工程兵政治部副主任)，副主任张国传(工程兵副参谋长, 建工部军管会主任)、孙济鲁(工程兵政治部副主任)。1969年秋，在京大专院校奉命紧急疏散。北京建工学院的主管部门是建材部，根据部长赖际发、政治部主任钟炳昌、军管会主任李大同的指示，学院军宣队的头头立即到河南、湖北、湖南选址。赖际发部长提示，湖南常德附近有一个即将报废的金刚石矿（601矿），那里有一些空房子，这个矿离常德约30到40公里，附近没有大的居民点。现场实地考察后发现，如果把该矿的房子全部利用起来，勉强可住下学校的师生员工，但根本无法考虑教学活动。经请示建材部，最后就确定搬迁到这里；1971年搬迁到武汉沿革为武汉工业大学。后任军委工程兵顾问。
1964年晋升为少将。曾获二级独立自由勋章、二级解放勋章。 